# Édith Cresson

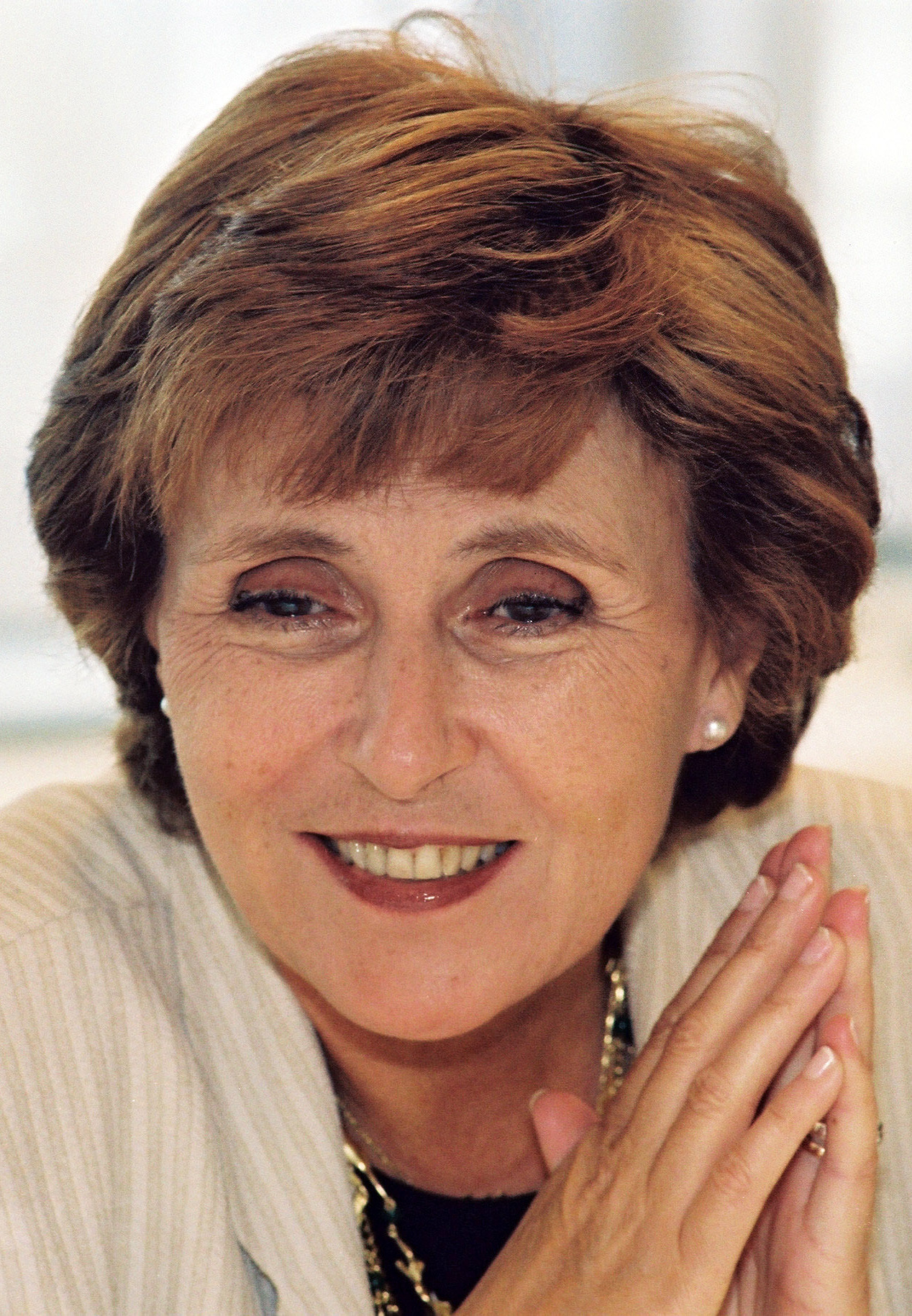
Édith Cresson, 1997

Édith Cresson (* 27. Januar 1934 in Boulogne-Billancourt bei Paris) ist eine französische Politikerin (PS). Sie wurde 1991 als erste Frau französische Premierministerin, bekleidete dieses Amt jedoch nur knapp elf Monate lang. Von 1995 bis 1999 war sie Mitglied der Europäischen Kommission mit Zuständigkeit für Wissenschaft, Forschung und Entwicklung. Ihre Verwicklung in einen Korruptionsskandal führte 1999 zum Rücktritt der Kommission Santer.

## Beginn der politischen Laufbahn
Cresson studierte an der Wirtschaftshochschule École de haut enseignement commercial pour les jeunes filles (jetzt HEC Paris). Sie erwarb einen Doktorgrad in Demografie und war zunächst als Wirtschaftsingenieurin tätig.
Im Jahr 1965 trat sie der Convention des institutions républicaines bei, einer von François Mitterrand gegründeten Kleinpartei, die dessen erste erfolglose Präsidentschaftskandidatur in diesem Jahr unterstützte. 1971 folgte sie Mitterrand, der zu ihrem politischen Mentor wurde, beim Übertritt in die Parti socialiste (PS). Ab 1974 war sie als Parteisekretärin für Jugend und Bildung zuständig, von 1975 bis 1981 gehörte sie dem Vorstand der PS an. Von 1977 bis 1983 war Cresson Bürgermeisterin von Thuré (Département Vienne), danach bis 1997 von Châtellerault. Bei der Europawahl 1979 gewann sie zudem einen Sitz im Europäischen Parlament. Zwei Jahre später gab sie diesen jedoch wieder auf, nachdem sie in die französische Nationalversammlung gewählt worden war, der sie bis 1986 angehörte.
Nach dem Sieg Mitterrands bei der französischen Präsidentschaftswahl 1981 wurde Cresson Landwirtschaftsministerin in der Regierung Pierre Mauroy. Von 1983 bis 1984 war sie nach einer Kabinettsumbildung Ministerin für Außenhandel und Tourismus, von 1984 bis 1986 unter Premierminister Laurent Fabius Ministerin für industrielle Weiterentwicklung und Außenhandel. Nach der Cohabitation von 1986 bis 1988 wurde Cresson in der Regierung Michel Rocard von 1988 bis 1990 Ministerin für Europäische Fragen. In diesem Amt leitete sie die Organisation für die französische Ratspräsidentschaft 1989 und nahm an den Verhandlungen zum Schengener Durchführungsübereinkommen teil. Aufgrund von europapolitischen Unstimmigkeiten mit Rocard trat sie im Oktober 1990 von ihrem Amt zurück und wechselte zu einem auf Osteuropa spezialisierten Beratungsunternehmen.

## Premierministerin
Am 15. Mai 1991 wurde Cresson von Mitterrand überraschend zur Premierministerin ernannt. Mit Blick auf die Vollendung des Europäischen Binnenmarkts und die Verhandlungen zum Vertrag von Maastricht kündigte Cresson in ihrer Antrittsrede den „Erfolg Frankreichs im Europa von 1993 und in der Welt von 2000“ als ihr politisches Hauptziel an. Durch eine aktive Industriepolitik sollte die Arbeitslosigkeit reduziert und eine nachhaltige Entwicklung gefördert werden.
Es kam zu einigen Kontroversen durch gelegentlich undiplomatische bis rüde Äußerungen Cressons. Im Juli 1991 äußerte sie gegenüber ABC News, Homosexualität sei ein „marginales“ Phänomen, das den „angelsächsischen“ Sitten näherstehe als den „lateinischen“. Zudem verglich sie in verschiedenen Interviews 1989 und 1991 die Japaner mit „Ameisen“, die sich durch einen übertriebenen Arbeitseinsatz auszeichneten, der für europäische Freizeit- und Sozialstandards inakzeptabel sei. Es kam zu einer Kontroverse um die satirische Marionettensendung Le Bébête show, in der Cresson in sehr negativer Weise dargestellt und ein außereheliches Verhältnis mit Mitterrand angedeutet wurde. Sie selbst kritisierte dies als Sexismus; die Macher der Sendung beriefen sich auf die Meinungsfreiheit. Mitte 1991 waren Cressons Umfragewerte schlecht. Nach einer schweren Wahlniederlage der PS bei den Regionalwahlen im März 1992 bewirkte Mitterrand ihren Rücktritt und ernannte Anfang April 1992 Pierre Bérégovoy, bis dahin Wirtschaftsminister, zum neuen Premierminister.

## Mitglied der Europäischen Kommission und Korruptionsskandal
Bei der französischen Parlamentswahl im März 1993 trat Cresson nicht mehr an. Die PS erlitt eine weitere Niederlage, sodass es zu einer konservativen Regierung unter Édouard Balladur kam. 
Im Januar 1995 schlug Mitterrand Cresson (gegen den Widerstand von Balladur) als Mitglied der Europäischen Kommission (Kommission Santer) vor, wo sie Kommissarin für Wissenschaft, Forschung und Entwicklung wurde. Aufgrund der nunmehr vorliegenden Ämterhäufung trat sie 1997 als Bürgermeisterin von Châtellerault zurück. Im selben Jahr wurde bei ihr eine Krebserkrankung diagnostiziert, von der sie seit dem Jahr 2000 als geheilt galt.
1999 kam es zu Nepotismusvorwürfen gegen Cresson, nachdem durch investigativen Journalismus bekannt geworden war, dass sie einen fachlich unqualifizierten Freund als persönlichen Berater angestellt hatte. Trotz des in der Sache geringen Schadens kam es zu einem großen Medienecho und schließlich zu einer Androhung des Europäischen Parlaments, die Kommission durch ein Misstrauensvotum abzusetzen. Um dem zuvorzukommen, trat die gesamte Kommission im März 1999 kollektiv zurück. Die erhöhte öffentliche Aufmerksamkeit für Korruption in der EU führte zudem wenige Wochen später zur Gründung des Europäischen Amtes für Betrugsbekämpfung.
Infolge der Anzeige eines Europaabgeordneten kam es zudem zu Ermittlungen der belgischen Polizei wegen Betrugs gegen Cresson. Das Verfahren wurde allerdings 2004 von einem Brüsseler Amtsgericht eingestellt, da dieses nicht genügend Indizien für eine strafbare Handlung sah. Der Europäische Gerichtshof urteilte am 11. Juli 2006, dass sie ihre Pflichten als Kommissionsmitglied verletzt habe, verhängte jedoch entgegen dem Antrag der neuen Europäischen Kommission (Barroso I) sowie des EuGH-Generalanwaltes keine Pensionskürzung gegen Cresson.

## Privatleben
Cresson ist verheiratet und hat zwei Töchter.
Nach dem Rücktritt als Kommissionsmitglied trat Cresson kaum noch in der Öffentlichkeit auf. 2006 veröffentlichte sie das Buch Histoires françaises, in dem sie ihre politischen Erfahrungen darstellte. 2007 gab sie während der Vorwahlen der PS zur Präsidentschaftswahl 2007 ihre Unterstützung für Ségolène Royal bekannt.